# Шиманек, Войцех
Во́йцех Шима́нек (пол. Wojciech Szymanek; род. 1 марта 1982, Варшава) — польский футболист, защитник.

## Карьера
Летом 2011 года Войцех Шиманек перебрался в одесский «Черноморец». Контракт подписан на 2 года.